# مسجد بني غفار
مسجد بني غفار الذي صلى به رسول الله ﷺ

## تاريخ المسجد
- روى ابن زبالة عن أنس بن عياض عن غير واحد من أهل العلم : أن رسول الله ﷺ صلى في المسجد الذي عند بيوت المطرفي عند خيام بني غفار. وأن تلك المنازل كانت منازل أبي رهم، كلثوم بن الحصين الغفاري رضي الله عنه .
- وهذا المسجد مقابل لمسجد جهينة من جهة الشام بينهما رمية حجر، وهو أصغر من مسجد جهينة على جبل سلع، وقبلته قطعة جبل صغير. [1]

- مسجد بني غفار المعروف بكهف بني حرام الكبير أحد المساجد المأثورة الي ورد أن النبي ﷺ صلى فيها .

ويذكر المؤرخ الصديقي الحديث الذي رواه ابن زبالة عن أنس بن عياض بأن رسول الله ﷺ صلى في المسجد الذي عند بيوت المطرفي عند خيام بني غفار. 
- المسجد الذي عند بيوت المطرفي، وهو المتقدم ذكره في منازل بني غفار.
- روى ابن زبالة عن أنس بن عياض عن غير واحد من أهل العلم أن رسول الله صلى الله عليه وسلم صلّى في المسجد الذي عند بيوت المطرفي، عند خيام بني غفار، وأن تلك المنازل كانت منازل آل أبي رهم كلثوم بن الحصين الغفاري صاحب رسول الله صلى الله عليه وسلم، قال المطري: وليست الناحية معروفة اليوم.
- قلت: عرف مما تقدم في منازل بني غفار وفي دار السوق أنها في غربي سوق المدينة بالقرب من منزل جهينة الذي يلي ثنية عثعث من جهة القبلة. [3]